# Live at Slane Castle
Albums de Red Hot Chili Peppers
Live in Hyde Park
(2004)
Live at Slane Castle est un DVD live des Red Hot Chili Peppers paru le 17 novembre 2003. Il s'agit de la captation d'un concert au festival Slane concert le 23 août 2003, au Slane Castle dans la région de Dublin, en Irlande. Sa publication intervient deux ans après la sortie de Off the Map (en) paru en 2001 et reste, à ce jour, le dernier DVD live du groupe.
C'est l'un des plus importants concerts de l'histoire du groupe, jouant devant une foule de plus de 80 000 personnes ayant écoulé tous les tickets en moins de deux heures.

## Concert
Si c'est la première fois que le groupe fait partie des têtes d'affiches du festival, il avait déjà joué comme première partie de U2 en août 2002.
Le bassiste Flea est habillé d'un costume de squelette, en hommage au bassiste de The Who John Entwistle, décédé quelques mois plus tôt.
Ce jour-là plusieurs groupes partagent la scène : Foo Fighters, Queens of the Stone Age, PJ Harvey, Feeder et Morcheeba que Flea remercie durant le concert (non édité sur le DVD).
Pendant la chanson Soul to Squeeze, John Frusciante casse une corde de guitare ; en raison de cet imprévu, la chanson n'est pas éditée sur le DVD. Elle est jouée entre Right On Time et Can't Stop. Sa reprise de I Feel Love de Donna Summer, entre les titres Otherside et Purple Stain, est également coupée du DVD.
Le concert se termine par un spectacle pyrotechnique, accompagné de la reprise de Redemption Song de Bob Marley par Joe Strummer et son groupe The Mescaleros, peu avant sa mort en décembre 2002. C'est un véritable hommage du groupe à l'artiste, en plus de la reprise de London Calling, considéré comme l'une de leurs plus grandes influences. À l'époque, la version de la chanson n'était toujours pas sortie et ne serait publiée que quelques mois plus tard sur l'album posthume Streetcore.

## Chansons interprétées
1. Intro
2. By the Way
3. Scar Tissue
4. Around the World
5. Maybe (reprise des Chantels en solo par John Frusciante)
6. Universally Speaking
7. Parallel Universe, 
  - L'introduction reprend Latest Disgrace de Fugazi
8. The Zephyr Song
9. Throw Away Your Television
10. Havana Affair (reprise des Ramones)
11. Otherside
12. Purple Stain
13. Don't Forget Me
14. Right on Time,
  - L'introduction reprend London Calling par The Clash
15. Can't Stop
16. Venice Queen
17. Give It Away
  - Improvisation en duo avec Flea à la trompette et Chad Smith à la batterie
18. Californication
19. Under the Bridge
20. The Power of Equality
21. Outro

## Personnel
Anthony Kiedis : chant
Flea : basse, chœurs, trompette
John Frusciante : guitare électrique et acoustique, chant, chœurs 
Chad Smith : batterie

## Charts
| Charts (2003)              | Meilleure position |
| -------------------------- | ------------------ |
| Hungarian DVDs Chart       | 6                  |
| Norwegian Music DVDs Chart | 7                  |
| Swedish Music DVDs Chart   | 12                 |
| US Music Videos Chart      | 22                 |
|                            |                    |

| Chart (2004)              | Meilleure position |
| ------------------------- | ------------------ |
| Australian DVDs Chart     | 12                 |
| Austrian Music DVDs Chart | 5                  |
| Dutch Music DVDs Chart    | 20                 |

## Certifications
| Pays                                                                                                   | Certification | Ventes certifiées |
| --- | ------------- | ----------------- |
| Argentine (CAPIF)                                                                                      | Platinum      | 8,000^            |
| Australie (ARIA)                                                                                       | 4× Platinum   | 60,000^           |
| Brésil (Pro-Música Brasil)                                                                             | Gold          | 25,000*           |
| Canada (Music Canada)                                                                                  | Platinum      | 10,000^           |
| France (SNEP)                                                                                          | Platinum      | 20,000*           |
| Nouvelle Zélande (RMNZ)                                                                                | 2× Platinum   | 10,000^           |
| Royaume-Uni (BPI)                                                                                      | 2× Platinum   | 100,000*          |
| Etats-Unis (RIAA)                                                                                      | Platinum      | 100,000^          |
| * Ventes basées sur la seule certification. ^ Chiffres d'exportation basées sur la seule certification |               |                   |